# 毛云之
毛云之（1931年—），曾用名艾子，女，汉族，山东掖县人，中国漫画家，曾任中国美术家协会理事。